# Этрусская мифология

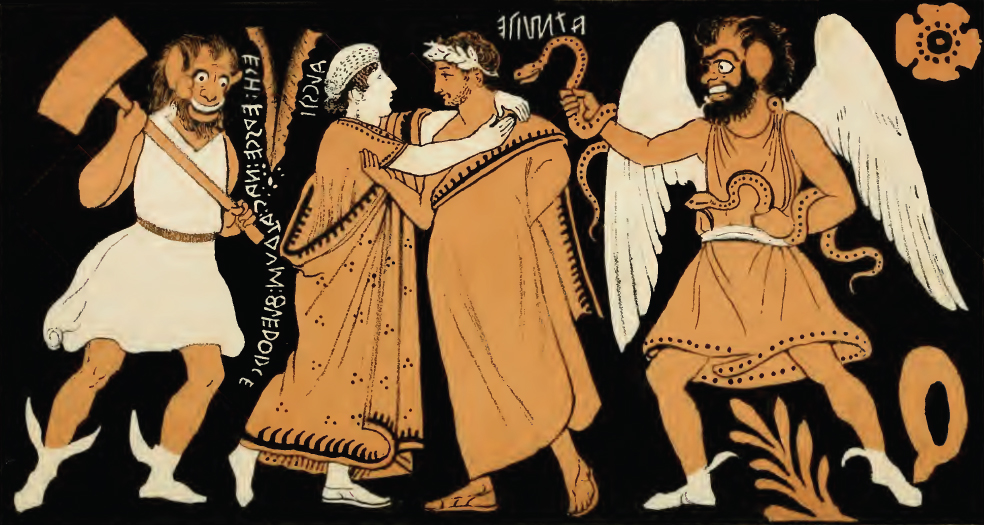
Прощание Алкестиды с Адметом. Слева бог Хару, справа — демон Тухулка. Этрусская краснофигурная вазопись. Прорисовка Джорджа Денниса 1848 г.

Этрусская мифология — совокупность мифов этрусков, обитавших в древней Италии в I тыс. до н. э. Мифология этрусков связана с мифами древних греков и римлян, но обладает множеством своеобразных черт.
Этруски были расселены преимущественно в районе к югу от долины реки По вплоть до Рима, ближе к западному побережью Апеннинского полуострова. Их история прослеживается примерно с 1000 г. до н. э. вплоть до I в. н. э., когда этруски были окончательно ассимилированы римлянами. Когда и откуда этруски попали в Италию, неясно, и их язык большинством учёных признаётся неиндоевропейским. Этруски испытали огромное влияние древнегреческой культуры, что сказалось и на религии. Так, множество сюжетов на этрусских зеркалах имеют несомненно греческое происхождение; это доказывают имена многих персонажей, записанные этрусским алфавитом на этрусском языке, но имеющие несомненно греческое происхождение. Многие верования этрусков стали частью культуры Древнего Рима; считалось, что этруски являются хранителями знаний о многих ритуалах, которые были недостаточно известны римлянам.

## Политеистическая система верований

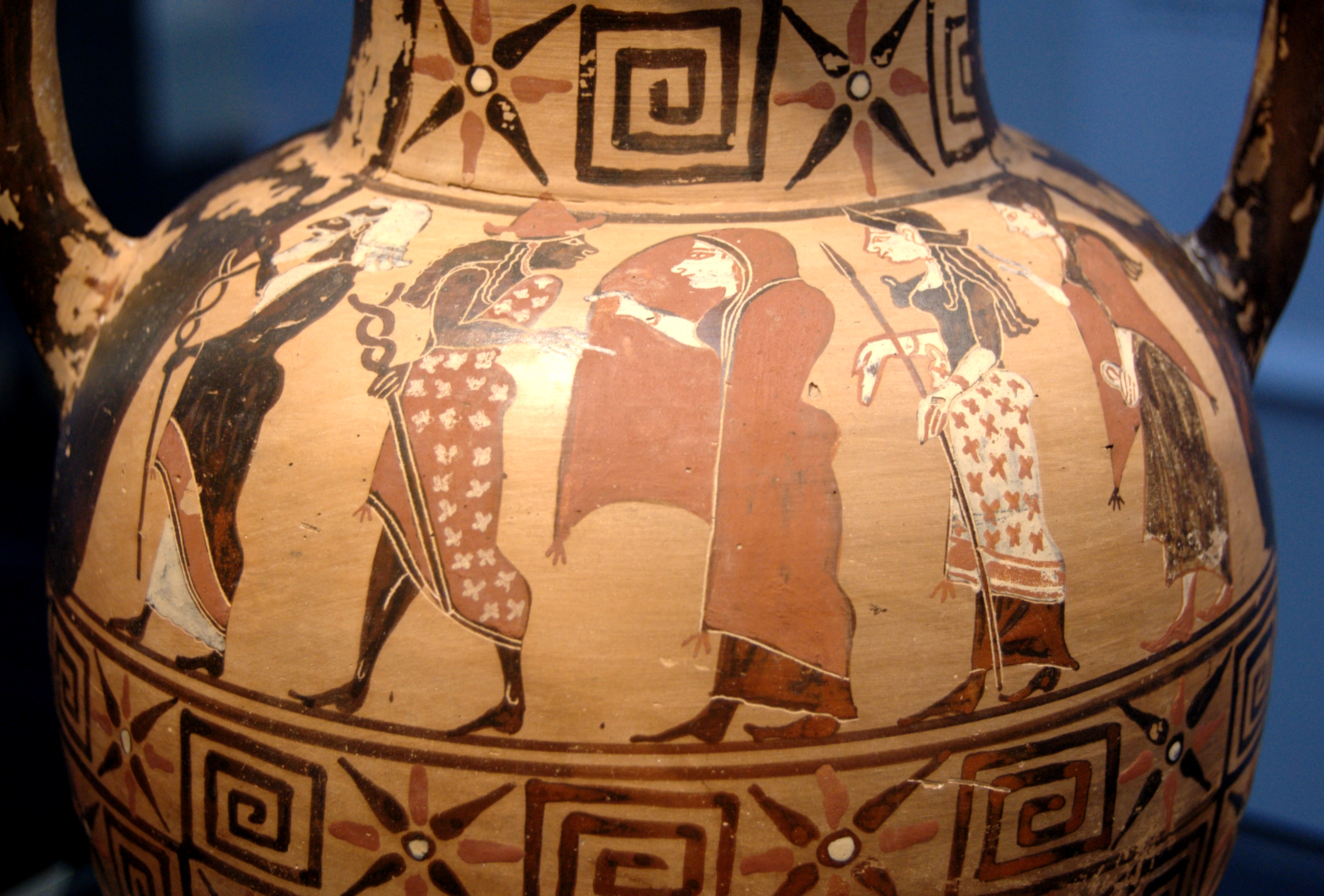
Суд Париса. 530 г. до н. э.
Справа налево изображены богини Уни, Менвра и Туран.

Системой верования у этрусков был имманентный политеизм; это подразумевает, что все видимые явления считались проявлением божественной силы и сила была сведена к божествам, которые действовали непрерывно в мире людей и могли быть разубеждены или уговорены в пользу человеческих дел. Сенека Младший говорил (спустя длительное время после ассимиляции этрусков), что различие между «нами» (население Римской Империи) и этрусками состояло в том, что: «Тогда как мы верим, что молнии высвобождаются как результат столкновения облаков, они верят, что облака сталкиваются, чтобы высвободить молнию: поскольку они приписывают всё божеству, они закономерно верят не в то, что вещи имеют значение потому, что они происходят, а в то, что они происходят, поскольку у них есть значение».
Этруски верили, что их религия была открыта им в древности провидцами, из которых двумя главными были Тагет и Вегойя.
В лейтмотивах искусства этрусков, касающихся религии, прослеживается три слоя. Один представлен божествами местного происхождения: Тиния — верховный небесный бог-громовержец, Вейя — богиня земли и плодородия, Catha — солнце, Тивр — луна, Сефланс — бог огня, Туран — богиня любви, Ларан — бог войны, Leinth — богиня смерти, Thalna, Turms и бог Фуфлунс, чье имя некоторым неясным образом родственно названию города Популония.
Этими божествами правили более высокие, которые, по-видимому, отражали индоевропейскую систему: Уни, Сел — богиня земли, Менрва. В качестве третьего слоя выступали греческие боги, заимствованные этрусской системой в течение этрусского периода ориентализации в 750/700-600 до н. э.: Аритими (Артемида), Апулу (Аполлон), Айта (Аид) и Паха (Вакх).

## Религиозные практики

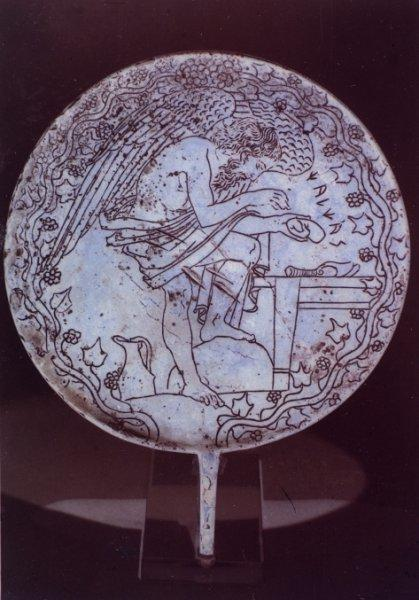
Этрусское зеркало с изображением троянского жреца Калхаса в роли гаруспика.
Калхас изображен в классической позе предсказания по печени: левая нога приподнята и опирается на камень, левой рукой он держит печень животного, а правой толкует знаки.

## Верования о загробном мире

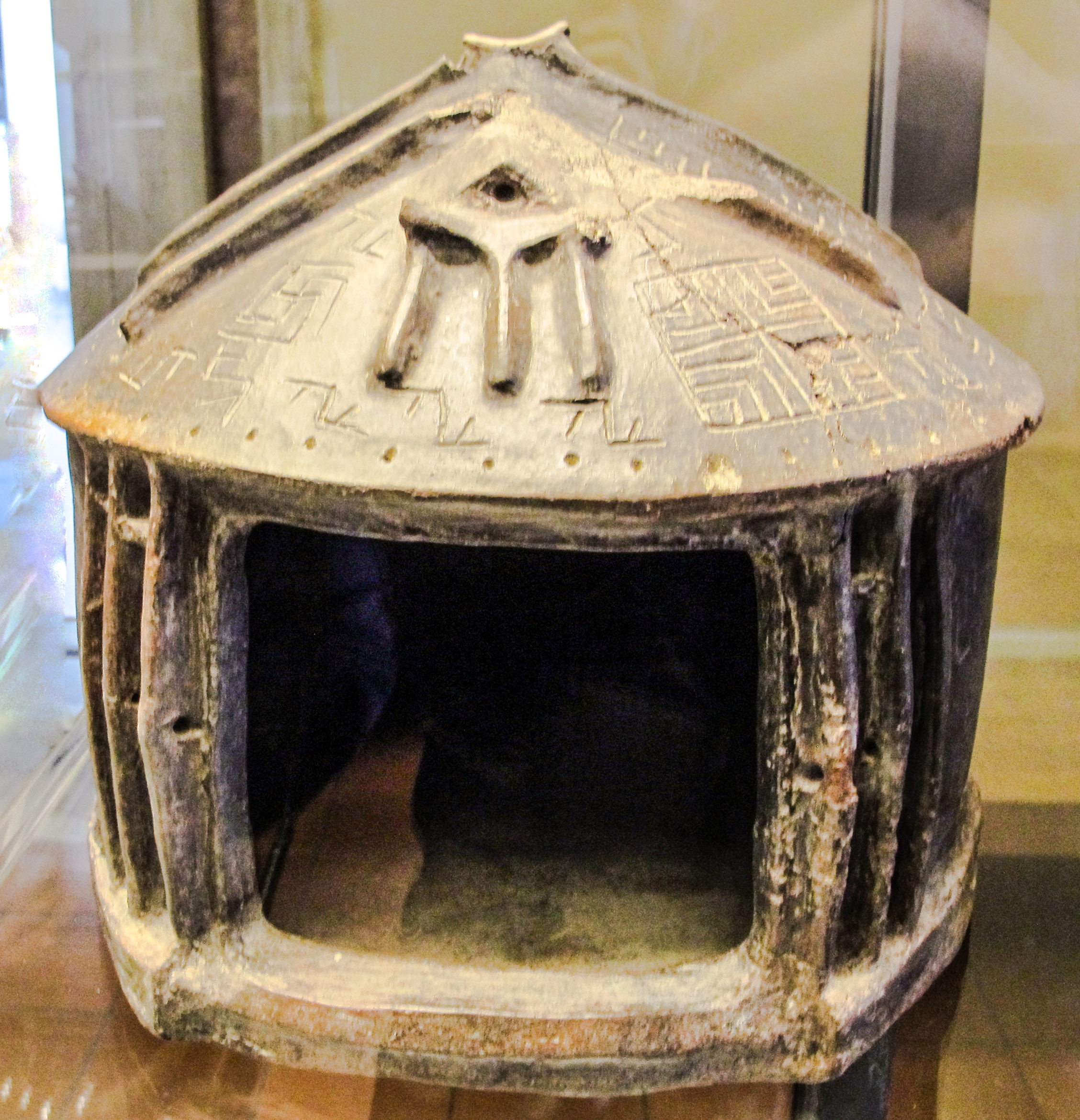
Погребальная урна с прахом. Кастель-Гандольфо, 900—850 до н. э.